# تريبتوريلين
يُباع موجه الغدد التناسلية تحت الأسماء التجارية Decapeptyl ،Gonapeptyl، وVariopeptyl من بين أدوية أخرى، وهو دواء يعمل كمناظِر للهرمون المفرز لموجهة الغدد التناسلية، وبالتالي يقوم على القمع بشكل عكسي للتعبير عن هرمون الجسم الأصفر (LH) والهرمون المحفز للحوصلة (FSH).
وهو ديكابيبتيد (pGlu-His-Trp-Ser-Tyr-D-Trp-Leu-Arg-Pro-Gly-NH2) ومحفز الهرمون المطلق لموجهة الغدد التناسلية (مضاد GnRH) يستخدم كأملاح الخل أو الأباموات.
دواعي الاستعمال الأولية تشمل الانزياح البطاني الرحمي، وللحد من الأورام الليفية لسرطان البروستاتا، ولعلاج فرط الرغبة الجنسية عند الذكور مع الانحراف الجنسي الشديد. كما تم استخدام الدواء خارج ارشادات الملصق الدوائي لتأخير البلوغ في المرضى الذين يعانون من اضطراب الهوية الجنسية.
تم تسجيل براءة اختراعه في عام 1975 وتمت الموافقة عليه للاستخدام الطبي في عام 1986. إنه مدرج في قائمة منظمة الصحة العالمية للأدوية الأساسية.

## الاستخدامات الطبية
يستخدم موجه الغدد التناسلية لعلاج سرطان البروستاتا كجزء من العلاج بالحرمان من الأندروجين.
استخدام شائع آخر في المملكة المتحدة هو العلاج بالهرمونات البديلة لقمع مستويات هرمون التستوستيرون أو هرمون الاستروجين لدى الأشخاص المتحولين جنسياً (بالتزامن مع استراديول فاليرات للنساء المتحولات أو هرمون التستوستيرون للرجال المتحولين جنسياً). سبيرونولاكتون وخلات سيبروتيرون هي أدوية أخرى يستخدمها الأشخاص المتحولين لقمع الهرمونات الجنسية، لكن هذه الأدوية لها آلية عمل مختلفة تمامًا. يمكن استخدامه أيضًا كمانع للبلوغ.
تم استخدام موجه الغدد التناسلية كعامل إخصاء كيميائي لتقليل الحوافز الجنسية لدى مرتكبي الجرائم الجنسية.

## الآثار الجانبية
يمكن أن تشمل الآثار الجانبية العامة:
- الحساسية المفرطة
- ألم مفصلي
- فقد القوة
- أزمة
- إيلام الثدي (ذكور وإناث)
- تغيرات في ضغط الدم
- تغيرات في حجم الثدي
- كآبة
- كيسات المبيض
- تغيرات في المزاج
- طفح جلدي
- الهبات الساخنة
- تغيرات الوزن

## المؤشرات والاحتياطات
لا ينبغي استخدام موجه الغدد التناسلية لأكثر من 6 أشهر لعلاج الانتباذ البطاني الرحمي، ويجب استخدامه بحذر في المرضى الذين يعانون من أمراض العظام الأيضية وهشاشة العظام بسبب خطر الإصابة بهشاشة العظام.

## المجتمع والثقافة
أسماء العلامات التجارية
يتم تسويق تريبتوريلين تحت الأسماء التجارية Decapeptyl (Ipsen) و Diphereline و Gonapeptyl (Ferring Pharmaceuticals). في الولايات المتحدة، يتم بيعها بواسطة Watson Pharmaceuticals باسم Trelstar و Arbor Pharmaceuticals باسم Triptodur (حقنة مستودع ممتدة لمدة 6 أشهر). في إيران، يُسوَّق تريبتوريلين تحت الاسم التجاري Variopeptyl.

## البحث
قد يكون تريبتوريلين ومضادات الأندروجين الأخرى فعالة في علاج اضطراب الوسواس القهري.